# Ajaccio
Ajaccio (francoska izg. [ažaksjó], korziško Aiacciu [ajáču], italijansko [ajáčo], latinsko Adiacium) je glavno mesto in občina jugovzhodne francoske regije - otoka Korzike, prefektura departmaja Južne Korzike. Leta 2008 je mesto imelo 65.153 prebivalcev.

## Geografija
Mesto leži na zahodni obali Korzike ob istoimenskem zalivu. Pristaniški del se nahaja vzhodno od samega središča, na jugu zaščiten s polotokom.

## Uprava
Ajaccio je sedež sedmih kantonov:
- Kanton Ajaccio-1 (del občine Ajaccio: 8.891 prebivalcev),
- Kanton Ajaccio-2 (del občine Ajaccio: 2.675 prebivalcev),
- Kanton Ajaccio-3 (del občine Ajaccio: 7.566 prebivalcev),
- Kanton Ajaccio-4 (del občine Ajaccio: 5.372 prebivalcev),
- Kanton Ajaccio-5 (del občine Ajaccio: 7.989 prebivalcev),
- Kanton Ajaccio-6 (del občine Ajaccio: 17.579 prebivalcev),
- Kanton Ajaccio-7 (del občine Ajaccio, občine Afa, Alata, Appietto, Bastelicaccia, Villanova: 11.547 prebivalcev).

Mesto je prav tako sedež okrožja, v katerega so poleg njegovih vključeni še kantoni Bastelica, Celavo-Mezzana, Cruzini-Cinarca, Deux-Sevi, Deux-Sorru, Santa-Maria-Siché in Zicavo s 84.921 prebivalci.

## Zgodovina
Naselbina naj bi se začela razvijati v 2. stoletju, ko naj bi tod bilo domnevno rimsko pristanišče. Nedavne raziskave so odkrile nekaj zgodnjekrščanskih predmetov. Leta 591 se Ajaccio omenja kot sedež škofije, mesto samo se je tedaj nahajalo nekoliko severneje, na mestu sedanjih četrti Castel Vecchio in Sainte-Lucie, v 8. stoletju pa je kot večina drugih korziških priobalnih krajev praktično izumrl.
Leta 1492 naj bi na ozemlju nekdanjega Ajaccia obstajala grad  in katedrala, katera je bila kasneje, leta 1784, porušena. S koncem 15. stoletja so mesto ponovno naselili Genovežani in utrdili svoj položaj na jugu otoka. Nova naselbina je že kmalu postala glavno mesto pokrajine Au Delà Des Monts, predhodnice sedanjega departmaja.
Od leta 1553 do 1559 je bil pod francosko okupacijo, od leta 1768 pa dokončno prešel v roke Francozom. Za časa Napoleona - rojen je bil prav v Ajacciu - je bilo še dodatno izgrajeno, sčasoma pa postalo največje mesto na otoku, do tedaj je to bila Bastia.
Med prvo svetovno vojno je bil pomembna pomorska baza antante. Med drugo svetovno vojno je Ajaccio 8. oktobra 1943 postal prvo osvobojeno mesto na ozemlju Francije. 
Slovencem je Ajaccio ostal v tragičnem spominu zaradi letalske nesreče Douglasa DC-9, namenjenega na letališče v Ajacciu, v kateri je 1. decembra 1981 življenje izgubilo vseh 173 slovenskih turistov in 7 članov posadke, ki so se z Inex-Adrio peljali na Korziko na počitnice.

## Osebnosti
- Napoleon Bonaparte (1769-1821),
- Joseph Fesch, francoski kardinal (1763-1839).

## Pobratena mesta
- La Maddalena (Sardinija, Italija);